# Ricky Bruch
Rickhard „Ricky“ Bruch (2. července 1946, Örgryte – 30. května 2011, Ystad), přezdívaný „medvěd z Malmö“, byl švédský sportovec, herec a spisovatel, který několik let držel světový rekord v hodu diskem a získal bronzovou medaili na Letních olympijských hrách 1972 v Mnichově. Napsal knihu Gladiátorův boj a sbírku básní Tělo a duše.
Jako herec se uplatnil např. ve filmovém přepisu románu Astrid Lindgrenové Ronja Rövardotter (Ronja dcera loupežníka) z roku 1984 a ve westernové komedii Även änglar kan slå en rak höger (I andělé střílejí pravicí) z roku 1974. V roce 1985 byl o Ricky Bruchovi natočen dokumentární film Duše je větší než svět, věnovaný jeho marné snaze o nominaci na olympiádu v Los Angeles.

## Sportovní úspěchy
V hodu diskem získal stříbrnou medaili na Mistrovství Evropy v atletice 1969 v Athénách. Ve vrhu koulí získal bronzovou medaili na Halovém mistrovství Evropy v atletice 1971 v Sofii. V červenci roku 1972 na mítinku ve Stockholmu vyrovnal výkonem 68,40 m světový rekord v hodu diskem. Tohoto roku také získal bronzovou medaili na Letních olympijských hrách 1972 v Mnichově. Na Mistrovství Evropy v atletice 1974 v Římě získal bronzovou medaili v hodu diskem.
Roku 1984 nebyl nominován na Letní olympijské hry v Los Angeles, a to i přesto, že měl dobrou formu. V tomto roce si vytvořil osobní rekord v hodu diskem hodnotným výkonem 71,26 m. Uvedeným výkonem figuruje na děleném devátém až jedenáctém místě historických tabulek nejlepších světových výkonů v hodu diskem (údaj z roku 2013). O toto umístění se dělí s bývalým československým reprezentantem Imrichem Bugárem a Američanem Johnem Powellem. Kariéru ukončil po sporu se švédským atletickým svazem.
Ricky Bruch zemřel v pondělí 30. května roku 2011 v nemocnici v Ystadu.

## Přehled filmů
- 1974 – Även änglar kan slå en rak höger
- 1978 – Dante - akta're för Hajen!
- 1978 – I skyttens tecken
- 1984 – Ronja Rövardotter
- 1985 – Själen är större än världen
- 1993 – Drömkåken